# Campionato mondiale femminile under 17 di calcio 2014
Il Campionato mondiale femminile under 17 di calcio 2014, quarta edizione della manifestazione organizzata dalla FIFA e destinata alle nazionali di calcio femminile al di sotto dei 17 anni d'età, si è disputato nella Costa Rica dal 15 marzo al 4 aprile 2014. Il Giappone ha vinto il titolo per la prima volta nella sua storia sportiva, battendo in finale la Spagna.

## Stadi
| Città             | Stadio                            | Capacità |
| ----------------- | --------------------------------- | -------- |
| Alajuela          | Estadio Alejandro Morera Soto     | 17 895   |
| Liberia           | Estadio Edgardo Baltodano Briceño | 5 979    |
| San José          | Estadio Nacional de Costa Rica    | 35 100   |
| San Juan de Tibás | Estadio Ricardo Saprissa Aymá     | 23 112   |

## Squadre qualificate
| Confederazione                            | Torneo di qualificazione               | Qualificata/e                |
| ----------------------------------------- | -------------------------------------- | ---------------------------- |
| AFC (Asia)                                | Campionato asiatico Under-16 2013      | Cina Giappone Corea del Nord |
| CAF (Africa)                              | Campionato africano Under-17 2013      | Ghana Nigeria Zambia         |
| CONCACAF (Nord, Centro America & Caraibi) | Campionato nordamericano Under-17 2013 | Canada Messico               |
| CONMEBOL (Sud America)                    | Campionato sudamericano Under-17 2013  | Colombia Paraguay Venezuela  |
| OFC (Oceania)                             | Scelta dalla OFC                       | Nuova Zelanda                |
| UEFA (Europa)                             | Campionato europeo Under-17 2014       | Germania Italia Spagna       |
| Nazione ospitante                         | Nazione ospitante                      | Costa Rica                   |

## Fase a gironi
Il piazzamento delle squadre viene definito in base ai seguenti criteri:
1. numero di punti ottenuti in tutti gli incontri del girone
2. differenza reti in tutti gli incontri del girone
3. numero di gol segnati in tutti gli incontri del girone

Se, dopo l'applicazione di questi criteri, due o più squadre sono ancora in parità si seguono questi criteri:
1. numero di punti ottenuti negli scontri diretti
2. differenza reti negli scontri diretti
3. numero di gol segnati negli scontri diretti
4. sorteggio

Le prime due classificate di ogni girone si qualificano ai quarti di finale.

### Gruppo A
| Pos. | Squadra    | Pt | G | V | N | P | GF | GS | DR |
| ---- | ---------- | -- | - | - | - | - | -- | -- | -- |
| 1.   | Venezuela  | 9  | 3 | 3 | 0 | 0 | 8  | 0  | +8 |
| 2.   | Italia     | 6  | 3 | 2 | 0 | 1 | 3  | 1  | +2 |
| 3.   | Zambia     | 3  | 3 | 1 | 0 | 2 | 2  | 7  | -5 |
| 4.   | Costa Rica | 0  | 3 | 0 | 0 | 3 | 1  | 6  | -5 |

| Arbitro: | Lucila Venegas |

|                    |           |  |
| Serturini 41’, 53’ | Marcatori |  |

| Arbitro: | Pernilla Larsson |

|  |           |                                 |
|  | Marcatori | 49’, 52’ Castellanos 88’ Moreno |

| Arbitro: | Jana Adámková |

|                                         |           |  |
| Castellanos 14’ G. García 47’, 59’, 86’ | Marcatori |  |

| Arbitro: | Silvia Reyes |

|  |           |               |
|  | Marcatori | 19’ Marinelli |

| Arbitro: | Anna-Marie Keighley |

|                               |           |           |
| G. Chanda 8’ Araya 69’ (aut.) | Marcatori | 3’ Varela |

| Arbitro: | Cardella Samuels |

|                 |           |  |
| Castellanos 46’ | Marcatori |  |

### Gruppo B
| Pos. | Squadra        | Pt | G | V | N | P | GF | GS | DR |
| ---- | -------------- | -- | - | - | - | - | -- | -- | -- |
| 1.   | Ghana          | 6  | 3 | 2 | 0 | 1 | 4  | 2  | +2 |
| 2.   | Canada         | 5  | 3 | 1 | 2 | 0 | 5  | 4  | +1 |
| 3.   | Corea del Nord | 4  | 3 | 1 | 1 | 1 | 5  | 6  | -1 |
| 4.   | Germania       | 1  | 3 | 0 | 1 | 2 | 5  | 7  | -2 |

| Arbitro: | Katalin Kulcsár |

|                             |           |  |
| Ayieyam 16’ Owusu Ansah 50’ | Marcatori |  |

| Arbitro: | Ana Marques |

|                           |           |                          |
| Ehegötz 65’ Fellhauer 68’ | Marcatori | 3’ Fleming 44’ Levasseur |

| Arbitro: | Pannipar Kamneung |

|             |           |  |
| Amfobea 43’ | Marcatori |  |

| Arbitro: | Carina Vitulano |

|                    |           |                         |
| Sung Hyang-sim 54’ | Marcatori | 86’ (aut.) Kim Jong-sim |

| Arbitro: | Kateryna Monzul' |

|                   |           |                 |
| Levasseur 9’, 40’ | Marcatori | 72’ Owusu Ansah |

| Arbitro: | Lucila Venegas |

|                                                                          |           |                                   |
| Ju Hyo-sim 30’ Sung Hyang-sim 34’ Wi Jong-sim 41’ Ri Ji-hyang 61’ (rig.) | Marcatori | 5’ Ehegötz 12’ Sehan 24’ Walkling |

### Gruppo C
| Pos. | Squadra       | Pt | G | V | N | P | GF | GS | DR  |
| ---- | ------------- | -- | - | - | - | - | -- | -- | --- |
| 1.   | Giappone      | 9  | 3 | 3 | 0 | 0 | 15 | 0  | +15 |
| 2.   | Spagna        | 6  | 3 | 2 | 0 | 1 | 10 | 3  | +7  |
| 3.   | Nuova Zelanda | 1  | 3 | 0 | 1 | 2 | 1  | 7  | -6  |
| 4.   | Paraguay      | 1  | 3 | 0 | 1 | 2 | 2  | 18 | -16 |

| Arbitro: | Pannipar Kamneung |

|               |           |             |
| Cleverley 69’ | Marcatori | 84’ Barrios |

| Arbitro: | Cardella Samuels |

|  |           |                            |
|  | Marcatori | 43’ Miyagawa 51’ Matsubara |

| Arbitro: | Aissata Amegee |

|  |           |                                        |
|  | Marcatori | 3’ Hernández 34’ Garrote 67’ N. García |

| Arbitro: | Pernilla Larsson |

|  |           | |
|  | Marcatori | 15’ Hasegawa 22’ Endo 36’ Miyagawa 47’ Ichise 56’ Hiratsuka 62’ Saihara 75’, 85’, 86’ Sugita 90+2’ (rig.) Kono |

| Arbitro: | Ana Marques |

|                                                   |           |  |
| Hasegawa 20’ Kobayashi 71’ (rig.) Matsubara 90+3’ | Marcatori |  |

| Arbitro: | Mirian Leon |

|           |           |                                                                |
| Godoy 25’ | Marcatori | 4’ Beltrán 11’, 17’ Falcón 64’, 83’ N. García 76’, 79’ Garrote |

### Gruppo D
| Pos. | Squadra  | Pt | G | V | N | P | GF | GS | DR |
| ---- | -------- | -- | - | - | - | - | -- | -- | -- |
| 1.   | Nigeria  | 9  | 3 | 3 | 0 | 0 | 7  | 2  | +5 |
| 2.   | Messico  | 6  | 3 | 2 | 0 | 1 | 8  | 3  | +5 |
| 3.   | Cina     | 3  | 3 | 1 | 0 | 2 | 4  | 7  | -3 |
| 4.   | Colombia | 0  | 3 | 0 | 0 | 3 | 2  | 9  | -7 |

| Arbitro: | Fusako Kajiyama |

|                                                   |           |  |
| Salazar 1’ Crowther 4’ J. Gonzalez 14’ Huerta 71’ | Marcatori |  |

| Arbitro: | Kateryna Monzul' |

|               |           |                      |
| Fan Yuqiu 64’ | Marcatori | 21’ Ajibade 63’ Kanu |

| Arbitro: | Anna-Marie Keighley |

|                                                         |           |  |
| Bernal 30’ (rig.) J. Gonzalez 42’ Martínez 66’ Cruz 87’ | Marcatori |  |

| Arbitro: | Mirian Leon |

|                   |           |                     |
| Ang. Rodríguez 3’ | Marcatori | 26’ Bokiri 59’ Kanu |

| Arbitro: | Silvia Reyes |

|                                 |           |  |
| Ajibade 12’ Kanu 16’ Yakubu 58’ | Marcatori |  |

| Arbitro: | Katalin Kulcsár |

|                    |           |                                              |
| And. Rodríguez 60’ | Marcatori | 72’ Cui Yuhan 75’ Wang Ying 90+1’ Chen Yudan |

## Fase finale

### Tabellone
|  | Quarti di finale    | Quarti di finale   |                     |              | Semifinali                | Semifinali                |  |  | Finale              | Finale |
|  |                     |                    |                     |              |                           |                           |  |  |                     |        |
|  | 27 marzo - San José |                    |                     |              |                           |                           |  |  |                     |        |
|  |                     |                    |                     |              |                           |                           |  |  |                     |        |
|  | Venezuela           | 3                  |                     |              |                           |                           |  |  |                     |        |
|  | Venezuela           | 3                  | 31 marzo - Liberia  |              |                           |                           |  |  |                     |        |
|  | Canada              | 2                  |                     |              |                           |                           |  |  |                     |        |
|  | Canada              | 2                  | Venezuela           | 1            |                           |                           |  |  |                     |        |
|  | 27 marzo - Liberia  |                    | Venezuela           | 1            |                           |                           |  |  |                     |        |
|  |                     | Giappone           | 4                   |              |                           |                           |  |  |                     |        |
|  | Giappone            | Giappone           | 4                   | 2            |                           |                           |  |  |                     |        |
|  | Giappone            |                    | 4 aprile - San José | 2            |                           |                           |  |  |                     |        |
|  | Messico             | 0                  |                     |              |                           |                           |  |  |                     |        |
|  | Messico             | 0                  | Giappone            | 2            |                           |                           |  |  |                     |        |
|  | 27 marzo - San José |                    | Giappone            | 2            |                           |                           |  |  |                     |        |
|  |                     | Spagna             | 0                   |              |                           |                           |  |  |                     |        |
|  | Ghana               | Spagna             | 0                   | 2 (3)        |                           |                           |  |  |                     |        |
|  | Ghana               | 31 marzo - Liberia |                     | 2 (3)        |                           |                           |  |  |                     |        |
|  | Italia (dtr)        | 2 (4)              |                     |              |                           |                           |  |  |                     |        |
|  | Italia (dtr)        | 2 (4)              | Italia              | 0            | Finale per il terzo posto | Finale per il terzo posto |  |  |                     |        |
|  | 27 marzo - Liberia  |                    | Italia              | 0            | Finale per il terzo posto | Finale per il terzo posto |  |  |                     |        |
|  |                     | Spagna             | 2                   |              |                           |                           |  |  |                     |        |
|  | Nigeria             | Spagna             | 2                   | 0            | Venezuela                 | 4 (0)                     |  |  |                     |        |
|  | Nigeria             |                    |                     | 0            | Venezuela                 | 4 (0)                     |  |  |                     |        |
|  | Spagna              | 3                  |                     | Italia (dtr) | 4 (2)                     |                           |  |  |                     |        |
|  | Spagna              | 3                  |                     |              | 4 (2)                     |                           |  |  |                     |        |
|  |                     |                    |                     |              |                           |                           |  |  | 4 aprile - San José |        |
|  |                     |                    |                     |              |                           |                           |  |  |                     |        |

### Quarti di finale
| Arbitro: | Jana Adámková |

|                                        |           |                           |
| Castellanos 6’ Zambrano 43’ García 62’ | Marcatori | 19’ Kinzner 40’ Levasseur |

| Arbitro: | Fusako Kajiyama |

|                                        |                      |                                               |
| Ayieyam 4’ Abambila 90’                | Marcatori            | 8’ Marinelli 17’ (rig.) Giugliano             |
| Ayieyam Kuzagbe Opoku Abambila Amfobea | Tiri di rigore 3 – 4 | Boattin Giugliano Simonetti Serturini Vergani |

| Arbitro: | Carina Vitulano |

|                         |           |  |
| Hasegawa 12’ Sugita 44’ | Marcatori |  |

| Arbitro: | Anna-Marie Keighley |

|  |           |                                        |
|  | Marcatori | 14’ (rig.), 71’ Guijarro 58’ N. García |

### Semifinali
| Arbitro: | Pernilla Larsson |

|                   |           |                                                       |
| Castellanos 90+2’ | Marcatori | 13’ Nagano 33’ Ichise 52’ Kobayashi 63’ (rig.) Sugita |

| Arbitro: | Jana Adámková |

|  |           |                                           |
|  | Marcatori | 48’ (rig.) Hernández 81’ (rig.) N. García |

### Finale per il 3º posto
| Arbitro: | Panniper Kamneung |

|                                             |                      |                                                  |
| Marcano 45+2’ García 60’, 68’ Luzardo 90+5’ | Marcatori            | 16’ Bergamaschi 55’, 61’ Giugliano 79’ Simonetti |
| Moreno Romero D. Rodríguez Goyo             | Tiri di rigore 0 – 2 | Boattin Giugliano Simonetti                      |

### Finalissima
| Arbitro: | Lucila Venegas |

|                     |           |  |
| Nishida 5’ Kono 78’ | Marcatori |  |

## Classifica marcatori
| Gol |  |  | Giocatore         | Squadra   |
| --- |  |  | ----------------- | --------- |
| 6   |  |  | Deyna Castellanos | Venezuela |
| 6   |  |  | Gabriela García   | Venezuela |
| 5   |  |  | Hina Sugita       | Giappone  |
| 5   |  |  | Nahikari García   | Spagna    |
| 4   |  |  | Marie Levasseur   | Canada    |
| 3   |  |  | Yui Hasegawa      | Giappone  |
| 3   |  |  | Manuela Giugliano | Italia    |
| 3   |  |  | Uchenna Kanu      | Nigeria   |
| 3   |  |  | Pilar Garrote     | Spagna    |

## Premi
Al termine del torneo sono stati assegnati questi premi:
| Pallone d'oro                     | Pallone d'argento | Pallone di bronzo |
| --------------------------------- | ----------------- | ----------------- |
| Hina Sugita                       | Yui Hasegawa      | Pilar Garrote     |
| Scarpa d'oro                      | Scarpa d'argento  | Scarpa di bronzo  |
| Deyna Castellanos Gabriela García |                   | Hina Sugita       |
| 6 goal                            |                   | 5 goal            |
| Guanto d'oro                      |                   |                   |
| Mamiko Matsumoto                  |                   |                   |
| Premio Fair Play FIFA             |                   |                   |
| Giappone                          |                   |                   |